# Beomeosa (metrostation)
Beomeosa is een metrostation aan Lijn 1 van de metro van Busan. De naam verwijst naar de nabijgelegen Beomeosa tempel.